# 迫龙沟大桥
迫龙沟大桥，是位于中国西藏自治区林芝市波密县境内的一座公路斜拉桥，跨越迫龙沟与帕隆藏布的交汇处，是川藏公路通麦至105道班段整治改建工程的控制性项目之一，也是西藏自治区主跨最长的斜拉桥。大桥全长743米，为双塔双索面混合梁斜拉桥，总投资2亿多元人民币，抗震级别为中國地震烈度表9级，由中铁大桥局股份有限公司承建，建设工期3年，于2016年4月13日正式通车。

## 设计
大桥横跨迫龙沟沟口，沟口宽约400米，桥址区属高山河谷地貌类型，桥位左侧为帕隆藏布拐弯处，河流宽度约160米。
大桥起止里程K4100+360.5～K4101+103.5，桥跨布置为：156米（边跨）+430米（主跨）+156米（边跨），上部结构采用混凝土梁+组合梁的混合梁形式，其中主梁中跨采用钢主梁与混凝土板共同受力的组合梁结构，钢-混分界线位于主跨距索塔中心线10米位置；边跨采用双边肋式断面混凝土梁。
桥梁采用半漂浮结构支撑体系，横桥向在索塔处布置抗风支座；纵桥向在索塔处设置阻尼器，使其发挥控制位移，降低地震力的效应。索塔、桥台处均为活动球形钢支座。主梁采用高2.2米的工字形梁，上、下翼缘板宽度为0.8米；边跨为预应力混凝土梁，梁高2.62米，宽13.8米。
索塔分为塔座、下塔柱、中塔柱、中横梁、上塔柱、上横梁及塔冠。桥面以上部分高95.7米，呈A形，塔柱横桥向倾角约85°，在离塔顶63.5米处设置一道高5米、宽5米的混凝土横梁；桥面以下合并为单柱，1号索塔全高146.7米，2号索塔全高139.7米。上、中塔柱采用箱形断面，顺桥向为6.5米，壁厚0.7米，横桥向为4米，壁厚0.9米；下塔柱为渐变单箱双室断面，顺桥向尺寸为6.5～8.5米，横桥向尺寸在中塔柱底以下10米范围内由25米渐变至15米，其下为15米等宽，下塔柱顺桥向边腹板厚1.1米，中腹板厚0.7米，横桥向壁厚1.1米。塔柱底部设3米厚实心段，其下为2米厚实心塔座。塔柱顶部为塔冠，其断面尺寸为6.5×7.015米（顺桥向×横桥向），壁厚1米。全桥采用无粘结钢绞线拉索，共计136根。

## 建设历程
- 2012年10月，大桥工程开工。[8]
- 2013年6月11日，大桥2号主塔首根桩基浇筑完成。[9]
- 2013年7月11日，大桥1号主塔承台开始浇筑混凝土。大桥两座主塔承台，尺寸均为24.4米长、29.1米宽、10米高。[3]
- 2013年12月18日，大桥1号主塔下塔柱施工完成。[10]
- 2014年3月22日，大桥全部中塔柱施工完成。[11]
- 2014年4月5日，大桥正式开始主塔上塔柱施工。[12]
- 2016年4月13日，迫龙沟大桥正式通车，318国道通麦至105道班整治改建工程全线贯通。[4]